# 别列斯京区

别列斯京区（克拉斯諾赫拉德區）在哈爾科夫州的位置

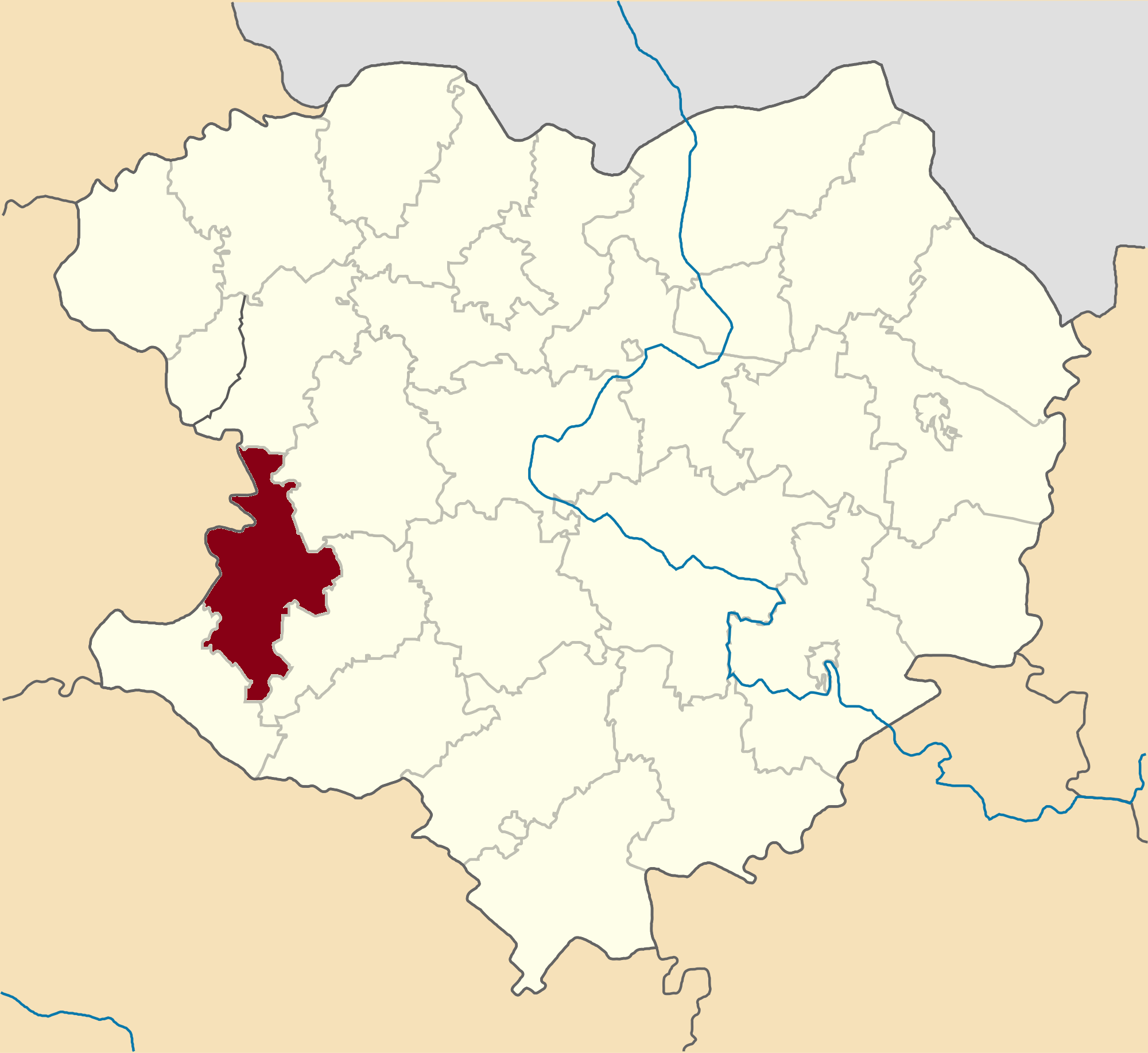
改革前克拉斯諾赫拉德區在哈爾科夫州的位置

别列斯京区（烏克蘭語：Берестинський район），2024年9月前名为克拉斯諾赫拉德區（烏克蘭語：Красноградський район），是烏克蘭東部哈爾科夫州的一個区，行政中心位於別列斯京，2021年人口数量为105,948人。
2020年7月18日乌克兰施行了行政区划改革，哈爾科夫州的区份数量减至7个，克拉斯諾赫拉德區的面积显著扩大。改革前克拉斯諾赫拉德區的
面積为985.1平方公里，2020年人口数量为43,034人。
2024年9月19日，乌克兰最高拉达将此区的名字改为别列斯京区。

## 行政區劃
2020年行政改革後，别列斯京区下分為6個市鎮：
- 克拉斯諾赫拉德市鎮（烏克蘭語：Красноградська міська громада） (市級，行政中心：别列斯京（克拉斯諾赫拉德）)
- 扎切皮利夫卡市鎮（烏克蘭語：Зачепилівська селищна громада） (鎮級，行政中心：扎切皮利夫卡)
- 凱希奇夫卡市鎮（烏克蘭語：Кегичівська селищна громада） (鎮級，行政中心：凱希奇夫卡)
- 薩赫諾夫希納市鎮（烏克蘭語：Сахновщинська селищна громада） (鎮級，行政中心：薩赫諾夫希納)
- 納塔利內市鎮（烏克蘭語：Наталинська сільська громада） (村級，行政中心：納塔利內)
- 舊維里夫卡市鎮（烏克蘭語：Старовірівська сільська громада） (村級，行政中心：舊維里夫卡)